# Parc national de Korónia-Vólvi-Témpi
Le parc national des zones humides des lacs Korónia, Vólvi et du Témpi macédonien (en grec moderne : Εθνικό Πάρκο υγροτόπων λιμνών Κορώνειας, Βόλβης και Μακεδονικών Τεμπών) est un parc national de Grèce créé en 2004. Il est situé au nord de la Chalcidique et à l’est de l’agglomération de Thessalonique.

## Géographie

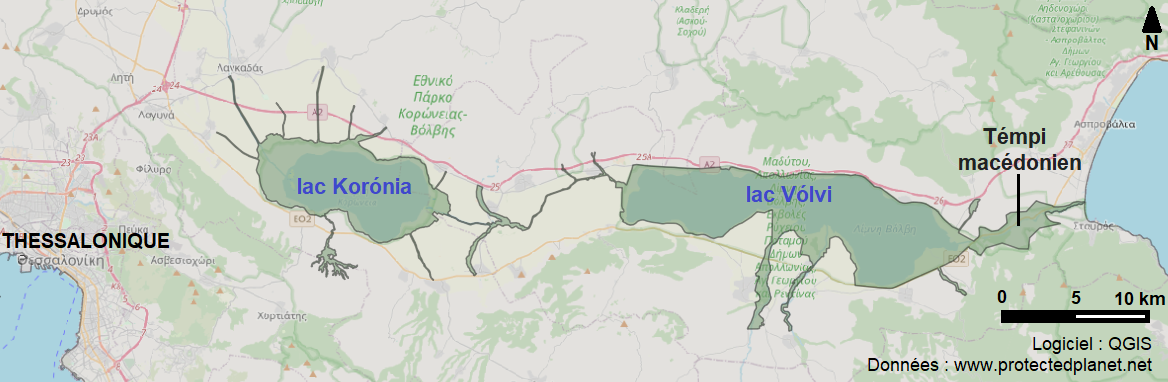
Emprise du parc national des lacs Korónia, Vólvi et du Témpi macédonien en vert et légende des principaux sous-espaces le composant.

Le parc national comprend trois principaux sous-espaces naturels :
- le lac Korónia, à l’ouest, et ses abords.
- le lac Vólvi, deuxième lac naturel de Grèce en superficie, et une partie de sa zone riparienne.
- les gorges de Rentína (en) à l’extrême est, aussi appelées « Témpi macédonien », au creux desquelles coule le fleuve Ríchios, émissaire du lac Vólvi se jetant dans le golfe Strymonique.

L’emprise du parc couvre également l’embouchure de certains affluents et les cours d’eau en grande partie canalisés liant les deux lacs.

## Protection
Le parc national des zones humides des lacs Korónia, Vólvi et du Témpi macédonien est inscrit sur la liste des zones de protection spéciale (ZPS) pour les oiseaux et des zones spéciales de conservation (ZSC) des habitats naturels du réseau Natura 2000. Il figure également au classement des zones humides d'importance internationale établie par la convention de Ramsar de 1971, ainsi qu'à l'inventaire des zones importantes pour la conservation des oiseaux de l'ONG Birdlife International.
L’irrigation incontrôlée et l’activité industrielle menacent toutefois l’équilibre environnemental de la région. La dégradation des milieux lacustres conduisant à l’eutrophisation est particulièrement observable dans le cas du lac Korónia. Alors que ce dernier présentait une profondeur maximale de plus de 8 m dans les années 1960, la hauteur de l’eau ne dépasse plus un mètre depuis 2001. En 1990, la forte perturbation des écosystèmes du lac Korónia a conduit la Grèce à demander le classement de la zone humide dans le Registre de Montreux de la Convention de Ramsar,. Devant le manque de résultats des plans successifs de réhabilitation environnementale, la Commission européenne a traduit la Grèce devant la Cour de justice de l'Union européenne en janvier 2011.
Le parc est confié à l'Organisme de gestion de Korónia Vólvi Chalcidique (Φορέας Διαχείρισης Κορώνειας Βόλβης Χαλκιδικής), entité à statut privé implantée à Langadás dont le président est un représentant du ministère de l'environnement et de l'énergie.

## Flore et faune
La flore du parc ne comprend pas d'espèces endémiques ou menacées mais principalement des espèces communément observables dans les zones humides et espaces côtiers méditerranéens. La forêt d’Apollonía présente un riche écosystème de végétation hygrophile couvrant près de 60 ha au sud du lac Vólvi.
Le parc national des lacs Korónia, Vólvi et du Témpi macédonien est un site de passage ou d’hivernage pour une importante population d’oiseaux, dont certaines espèces menacées selon la liste rouge de l'IUCN, comme l’Érismature à tête blanche (Oxyura leucocephala), la Tourterelle des bois (Streptopelia turtur) et le Fuligule milouin (Aythya ferina),,. Parmi les quelque 238 espèces d'oiseaux répertoriées, la Barge à queue noire (Limosa limosa), le Bécasseau cocorli (Calidris ferruginea), le Vanneau huppé (Vanellus vanellus), la Bécassine double (Gallinago media), le Pélican frisé (Pelecanus crispus), le Busard pâle (Circus macrourus), le Pipit farlouse (Anthus pratensis), le Faucon kobez (Falco vespertinus) et le Fuligule nyroca (Aythya nyroca) sont considérées comme quasi menacées par l'UICN. En outre, 19 espèces de reptiles et amphibiens, ainsi que 34 espèces de mammifères ont été recensées, dont la Loutre d'Europe (Lutra lutra) et le Murin de Bechstein (Myotis bechsteinii). S’ajoutent à l’inventaire 24 espèces de poissons, principalement observables dans le lac Vólvi, dont deux sont endémiques du lac et menacées (Alosa macedonica (en) et Alburnus volviticus). Étant donné la dégradation environnementale du lac Vólvi, la présence actuelle de certaines espèces rares, comme Rutilus stoumboudae, est sujette à interrogation. L'introduction d'autres espèces grecques menacées ou quasi menacées, telles Leucos ylikiensis (en) et Scardinius acarnicus, aurait également eu un effet néfaste sur les populations originaires du lac.